# Grands Boulevards (metropolitana di Parigi)
Grands Boulevards è una stazione sulle linee 8 e 9 della metropolitana di Parigi, situata fra il II  e il IX arrondissement di Parigi.

## La stazione
Al momento dell'apertura si chiamava « Montmartre », poi trasformato in « rue Montmartre », è stata rinominata, ancora una volta nel 1998 in occasione della risistemazione globale dei Grands Boulevards di Parigi.
Poiché portava il nome di numerose stazioni parigine, era causa di confusione fra i visitatori della città e spesso scambiata con la stazione della Butte Montmartre.

## Interconnessioni
- Bus RATP